# Martinique Channel
Der Martinique-Kanal (englisch Martinique Channel) ist eine Meerenge des Karibischen Meeres, die St. Vincent und die Grenadinen von Grenada trennt.
Die Wasserstraße ist nicht zu verwechseln mit der Martinique-Passage (Dominica Channel) zwischen Dominica und Martinique weiter nördlich.

## Geographie
Die Meeresstraße verläuft von Osten nach Westen zwischen den Inseln Petite Martinique, Petit St. Vincent, Fota, Union Island, Prune Island und Carriacou.